# عمواس

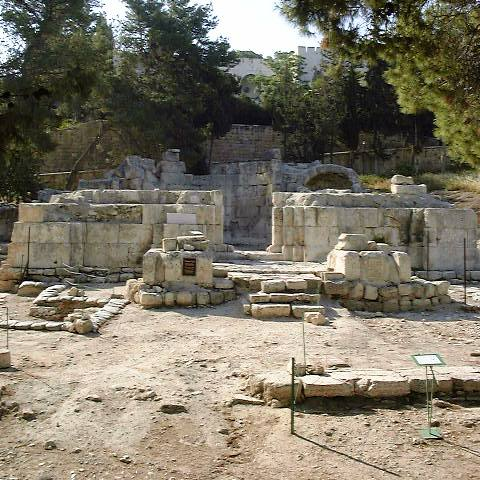
بنای قدیمی مرببط با دوران روم شرقی در عمواس

عمواس روستایی فلسطینی بود که در سال ۱۹۶۷م اسراییل آن را تصرف کرد. ارتش اسرائیل پس از تصرف این روستا اهالیش را اخراج کردند. این روستا نزدیکی رودخانه یالو و جنوب شرق رمله در مسیرگاه چند شهر اصلی چون رام‌الله، الرمله، یافا، اورشلیم و غزه واقع شده بود که با یافا و اورشلیم (قدس) حود ۳۰ کیلومتر فاصله داشت.

## تاریخ عمواس
«عمواس» به معنی چشمه آب گرم است. اسم این روستا در زمان رومیان «نیقوبولیس» بمعنی شهر پیروزی بود، دلیل این نام‌گذاری پیروزی فاسبسیانوس بر یهودیان ساکن بود.
مسلمانان در زمان حکومت خلفای راشدین به‌رهبری عمرو عاص بعد از تسلط به لاد و یبنا توانست این منطقه را تصرف کنند که در ادامه این منطقه تبدیل به پایگاه مسلمانان شد. در زمان خلافت عمر بن خطاب در این منطقه طاعونی رواج یافت که بر اثر آن هزاران تن از مردم مردند که در تاریخ به نام طاعون عمواس شناخته شد.